# 完顏訛魯朵
完顏訛魯朵（?—?），为金朝宗室，金太祖阿骨打的儿子。母亲宣獻皇后僕散氏。
为完颜宗尧的同母兄弟，金世宗的叔叔。天会十五年（1137年），金熙宗大封宗室，封完颜訛魯朵为豳王。

## 資料
- 《金史》卷六十九 列传第七 太祖诸子